# Pedrocortesella pulchra
Pedrocortesella pulchra är en kvalsterart som beskrevs av Hammer 1961. Pedrocortesella pulchra ingår i släktet Pedrocortesella och familjen Licnodamaeidae. Inga underarter finns listade i Catalogue of Life.